# Головко, Савелий Сидорович
Савелий Сидорович Головко (укр. Савелій Сидорович Головко; 12 января 1930 год, село Яременко, Кишеньковский район, Кременчугский округ, Украинская ССР — 13 мая 2002 год, Лохвица, Украина) — председатель колхоза имени Кирова Лохвицкого района Полтавской области, Украинская ССР. Герой Социалистического Труда (1990).

## Биография
Родился 12 января 1930 года в крестьянской семье в селе Яременко Кременчугского округа. Трудовую деятельность начал 13-летнем подростком в колхозе родного села. Работал разнорабочим. В 1948 году был призван на срочную службу в Красную Армию. После армии преподавал физическую культуру в семилетней школе в селе Кишеньков. С 1954 года проживал в селе Лука Лохвицкого района, где заведовал сельским клубом. В 1965 году был избран председателем колхоза имени Кирова Лохвицкого района.
В 1990 году был удостоен звания Героя Социалистического Труда «за выдающиеся успехи в развитии сельского хозяйства, большой личный вклад в увеличение производства и продажи государству сельскохозяйственной продукции на основе применения интенсивных технологий и передовых методов организации труда».
Избирался делегатом XXV съезда КПСС.
После выхода на пенсию проживал в городе Лохвица, где скончался в 2002 году.

## Награды
- Герой Социалистического Труда — указом № 230 Президента СССР от 7 июня 1990 года
- Орден Ленина
- Орден Трудового Красного Знамени
- Орден «Знак Почёта»